# Jurassica

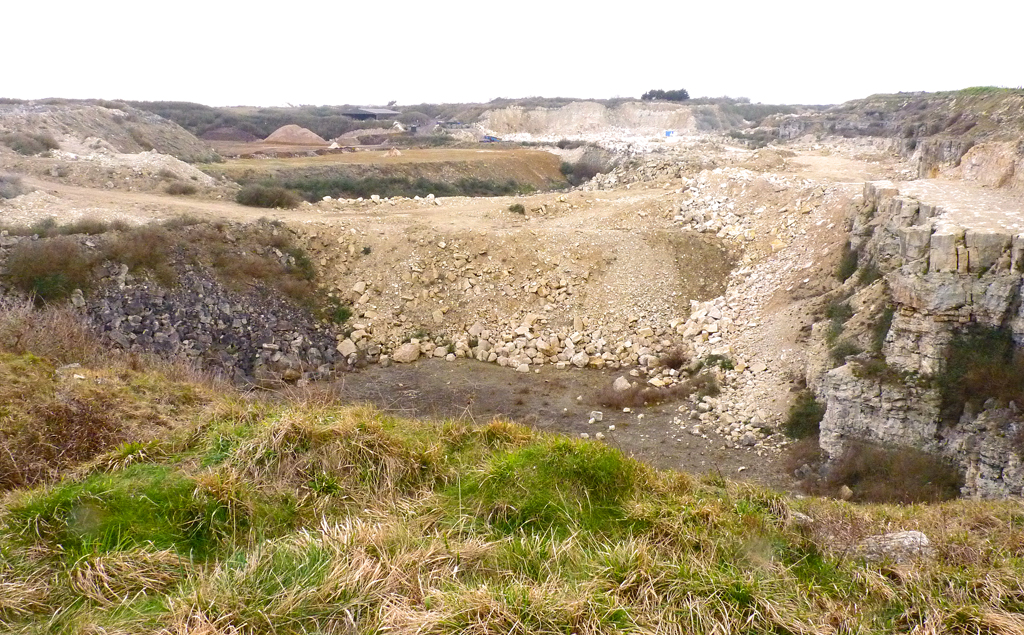
Imagem da Pedreira da ilha de Portland.

Jurassica era uma atração turística projetada em uma pedreira inativada na Ilha de Portland, próximo de Weymouth, em Dorset, no sul da Inglaterra. Foi baseado na Costa do Jurássico, um Patrimônio Mundial, e como um parque geológico subterrâneo, teria mostrado largamente o mundo pré-histórico. O lugar da atração foi selecionado como Yeolands Quarry, uma pedreira inativada que funcionou até o século XXI por Portland Stone Ltd.